# Golden Globe 2019
La 76ª edizione della cerimonia di premiazione dei Golden Globe ha avuto luogo il 6 gennaio 2019 al Beverly Hilton Hotel in California ed è stata trasmessa in diretta dalla rete statunitense NBC. A condurre quest'edizione sono stati gli attori Sandra Oh e Andy Samberg.
Le candidature sono state annunciate il 6 dicembre 2018, presentate da Christian Slater, Terry Crews, Danai Gurira e Leslie Mann, insieme alla presidentessa della Hollywood Foreign Press Association Meher Tatna.
Isan Elba, figlia di Idris Elba, è stata la Golden Globe Ambassador dell'edizione.

## Premi per il cinema
Vengono di seguito indicati in grassetto i vincitori. Ove ricorrente e disponibile, viene indicato il titolo in lingua italiana e quello in lingua originale tra parentesi.

### Miglior film drammatico
- Bohemian Rhapsody, regia di Bryan Singer
- Black Panther, regia di Ryan Coogler
- BlacKkKlansman, regia di Spike Lee
- Se la strada potesse parlare (If Beale Street Could Talk), regia di Barry Jenkins
- A Star Is Born, regia di Bradley Cooper

### Miglior film commedia o musicale
- Green Book, regia di Peter Farrelly
- Crazy & Rich (Crazy Rich Asians), regia di Jon M. Chu
- La favorita (The Favourite), regia di Yorgos Lanthimos
- Il ritorno di Mary Poppins (Mary Poppins Returns), regia di Rob Marshall
- Vice - L'uomo nell'ombra (Vice), regia di Adam McKay

### Miglior regista
- Alfonso Cuarón – Roma
- Bradley Cooper – A Star Is Born
- Peter Farrelly – Green Book
- Spike Lee – BlacKkKlansman
- Adam McKay – Vice - L'uomo nell'ombra (Vice)

### Migliore attrice in un film drammatico
- Glenn Close – The Wife - Vivere nell'ombra (The Wife)
- Lady Gaga – A Star Is Born
- Nicole Kidman – Destroyer
- Melissa McCarthy – Copia originale (Can You Ever Forgive Me?)
- Rosamund Pike – A Private War

### Migliore attore in un film drammatico
- Rami Malek – Bohemian Rhapsody
- Bradley Cooper – A Star Is Born
- Willem Dafoe – Van Gogh - Sulla soglia dell'eternità (At Eternity's Gate)
- Lucas Hedges – Boy Erased - Vite cancellate (Boy Erased)
- John David Washington – BlacKkKlansman

### Migliore attrice in un film commedia o musicale
- Olivia Colman – La favorita (The Favourite)
- Emily Blunt – Il ritorno di Mary Poppins (Mary Poppins Returns)
- Elsie Fisher – Eighth Grade - Terza media (Eighth Grade)
- Charlize Theron – Tully
- Constance Wu – Crazy & Rich (Crazy Rich Asians)

### Migliore attore in un film commedia o musicale
- Christian Bale – Vice - L'uomo nell'ombra (Vice)
- Lin-Manuel Miranda – Il ritorno di Mary Poppins (Mary Poppins Returns)
- Viggo Mortensen – Green Book
- Robert Redford – Old Man & the Gun (The Old Man & the Gun)
- John C. Reilly – Stanlio & Ollio (Stan & Ollie)

### Migliore attrice non protagonista
- Regina King – Se la strada potesse parlare (If Beale Street Could Talk)
- Amy Adams – Vice - L'uomo nell'ombra (Vice)
- Claire Foy – First Man - Il primo uomo (First Man)
- Emma Stone – La favorita (The Favourite)
- Rachel Weisz – La favorita (The Favourite)

### Migliore attore non protagonista
- Mahershala Ali – Green Book
- Timothée Chalamet – Beautiful Boy
- Adam Driver – BlacKkKlansman
- Richard E. Grant – Copia originale (Can You Ever Forgive Me?)
- Sam Rockwell – Vice - L'uomo nell'ombra (Vice)

### Miglior film straniero
- Roma, regia di Alfonso Cuarón (Messico)
- Cafarnao - Caos e miracoli (Cafarnaúm), regia di Nadine Labaki (Libano)
- Girl, regia di Lukas Dhont (Belgio)
- Opera senza autore (Werk ohne Autor), regia di Florian Henckel von Donnersmarck (Germania)
- Un affare di famiglia (Manbiki kazoku), regia di Hirokazu Kore'eda (Giappone)

### Miglior film d'animazione
- Spider-Man - Un nuovo universo (Spider-Man: Into the Spider-Verse), regia di Bob Persichetti, Peter Ramsey e Rodney Rothman
- Gli Incredibili 2 (Incredibles 2), regia di Brad Bird
- L'isola dei cani (Isle of Dogs), regia di Wes Anderson
- Mirai (Mirai no Mirai), regia di Mamoru Hosoda
- Ralph spacca Internet (Ralph Breaks the Internet), regia di Phil Johnston e Rich Moore

### Migliore sceneggiatura
- Brian Hayes, Peter Farrelly e Nick Vallelonga – Green Book
- Alfonso Cuarón – Roma
- Deborah Davis e Tony McNamara – La favorita (The Favourite)
- Barry Jenkins – Se la strada potesse parlare (If Beale Street Could Talk)
- Adam McKay – Vice - L'uomo nell'ombra (Vice)

### Migliore colonna sonora originale
- Justin Hurwitz – First Man - Il primo uomo (First Man)
- Marco Beltrami – A Quiet Place - Un posto tranquillo (A Quiet Place)
- Alexandre Desplat – L'isola dei cani (Isle of Dogs)
- Ludwig Göransson – Black Panther
- Marc Shaiman, Scott Wittman – Il ritorno di Mary Poppins (Mary Poppins Returns)

### Migliore canzone originale
- Shallow (Lady Gaga, Mark Ronson, Anthony Rossomando, Andrew Wyatt) – A Star Is Born
- All the Stars (Kendrick Lamar, SZA, Sounwave, Al Shux) – Black Panther
- Girl in the Movies (Dolly Parton, Linda Perry) – Voglio una vita a forma di me (Dumplin')
- Requiem for a Private War (Annie Lennox) – A Private War
- Revelation (Jónsi, Troye Sivan, Leland) – Boy Erased - Vite cancellate (Boy Erased)

## Premi per la televisione
Vengono di seguito indicati in grassetto i vincitori. Ove ricorrente e disponibile, viene indicato il titolo in lingua italiana e quello in lingua originale tra parentesi.

### Miglior serie drammatica
- The Americans
- Bodyguard
- Homecoming
- Killing Eve
- Pose

### Miglior attrice in una serie drammatica
- Sandra Oh – Killing Eve
- Caitriona Balfe – Outlander
- Elisabeth Moss – The Handmaid's Tale
- Julia Roberts – Homecoming
- Keri Russell – The Americans

### Miglior attore in una serie drammatica
- Richard Madden – Bodyguard
- Jason Bateman – Ozark
- Stephan James – Homecoming
- Billy Porter – Pose
- Matthew Rhys – The Americans

### Miglior serie commedia o musicale
- Il metodo Kominsky (The Kominsky Method)
- Barry
- La fantastica signora Maisel (The Marvelous Mrs. Maisel)
- The Good Place
- Kidding - Il fantastico mondo di Mr. Pickles (Kidding)

### Miglior attrice in una serie commedia o musicale
- Rachel Brosnahan – La fantastica signora Maisel (The Marvelous Mrs. Maisel)
- Kristen Bell – The Good Place
- Candice Bergen – Murphy Brown
- Alison Brie – GLOW
- Debra Messing – Will & Grace

### Miglior attore in una serie commedia o musicale
- Michael Douglas – Il metodo Kominsky (The Kominsky Method)
- Sacha Baron Cohen – Who Is America?
- Jim Carrey – Kidding - Il fantastico mondo di Mr. Pickles (Kidding)
- Donald Glover – Atlanta
- Bill Hader – Barry

### Miglior miniserie o film per la televisione
- L'assassinio di Gianni Versace - American Crime Story (The Assassination of Gianni Versace - American Crime Story)
- L'alienista (The Alienist)
- Escape at Dannemora
- Sharp Objects
- A Very English Scandal

### Miglior attrice in una mini-serie o film per la televisione
- Patricia Arquette – Escape at Dannemora
- Amy Adams – Sharp Objects
- Connie Britton – Dirty John
- Laura Dern – The Tale
- Regina King – Seven Seconds

### Miglior attore in una mini-serie o film per la televisione
- Darren Criss – L'assassinio di Gianni Versace - American Crime Story (The Assassination of Gianni Versace - American Crime Story)
- Antonio Banderas – Genius: Picasso
- Daniel Brühl – L'alienista (The Alienist)
- Benedict Cumberbatch – Patrick Melrose
- Hugh Grant – A Very English Scandal

### Migliore attrice non protagonista in una serie, mini-serie o film per la televisione
- Patricia Clarkson – Sharp Objects
- Alex Borstein – La fantastica signora Maisel (The Marvelous Mrs. Maisel)
- Penélope Cruz – L'assassinio di Gianni Versace - American Crime Story (The Assassination of Gianni Versace - American Crime Story)
- Thandie Newton – Westworld - Dove tutto è concesso (Westworld)
- Yvonne Strahovski – The Handmaid's Tale

### Miglior attore non protagonista in una serie, mini-serie o film per la televisione
- Ben Whishaw – A Very English Scandal
- Alan Arkin – Il metodo Kominsky (The Kominsky Method)
- Kieran Culkin – Succession
- Édgar Ramírez – L'assassinio di Gianni Versace - American Crime Story (The Assassination of Gianni Versace - American Crime Story)
- Henry Winkler – Barry

## Premi onorari
- Golden Globe alla carriera: Jeff Bridges[3]
- Carol Burnett Award: Carol Burnett[4]